# Паля, Милан
Милан Паля (словац. Milan Paľa; род. 1 августа 1982, Прешов) — словацкий скрипач.
Окончил консерваторию в Банской-Быстрице, совершенствовал своё мастерство в Вене и в Брно, занимался также в мастер-классе Владимира Спивакова в Цюрихе.
Наиболее известен серией звукозаписей «Словенская музыка для скрипки соло» (пять двойных альбомов), за которую удостоен премии имени Людевита Райтера. Записал также три альбома с произведениями Евгения Иршаи, альбомы произведений Альфреда Шнитке и Паскаля Дюсапена, сонаты Людвига ван Бетховена и Иоганнеса Брамса.